# Mike Adams
Michael Carl Adams (* 24. března 1981 Paterson, New Jersey) je bývalý hráč amerického fotbalu nastupující na pozici Strong safetyho v National Football League. Univerzitní fotbal hrál za University of Delaware, po Draftu NFL 2004, kdy si ho nevybral žádný tým, podepsal smlouvu s týmem San Francisco 49ers.

## Mládí a univerzita
Adams navštěvoval Passaic Tech High School ve městě Wayne, místnímu fotbalovému klubu pak v sezóně 1998 pomohl k titulu v divizi New Jersey Group 4. Poté přestoupil na University of Delaware, kde si během čtyř odehraných sezón připsal 43 startů, z toho 23 jako startující hráč. Celkem zaznamenal 213 tacklů, 11 interceptionů a v posledním ročníku byl za své výkony vybrán do druhého all-stars týmu konference Atlantic 10.

## Profesionální kariéra

### San francisco 49ers
I přes solidní univerzitní kariéru nebyl Adams vybrán v žádném ze sedmi kol Draftu NFL 2004. Nicméně již 28. dubna 2004 podepsal jako volný hráč smlouvu se San Franciscem 49ers. 4. září byl sice propuštěn, jenže již šestého podepsal smlouvu jako náhradník a k posunu do základního kádru pak došlo 13. listopadu. Nakonec nastoupil do osmi zápasů, pokaždé jako střídající hráč a k pěti tacklům přidal i jednu intereption. O rok později se už stal startujícím hráčem a kromě 74 tacklů přidal i sack, 5 zablokovaných přihrávek a 4 interceptiony, z nichž jednu vrátil do touchdownu. V sezóně 2006 si připsal 64 tacklů a 3 zablokované přihrávky.

### Cleveland Bronws
Jako volný hráč podepsal Adams 2. dubna 2007 smlouvu s Cleveland Browns. Během pěti sezón zde odehrál 75 zápasů, ale jen do 32 nastoupil jako startující hráč. Celkem zaznamenal 7 interceptionů, 3 sacky a forced fumble. Po skončení sezóny 2011 Adams oznámil, že jako volný hráč smlouvu s Browns neprodlouží.

### Denver Broncos
Dne 15. března 2012 Adams podepsal smlouvu s Denver Broncos. Vybral si dres s číslem 20, které před ním nosil legendární Safety Brian Dawkins. „Doufám, že bude (Dawkins) hrdý na to, že nosím jeho číslo,“ prohlásil Adams v květnu. V sezóně 2012 nastoupil do všech zápasů základní části i play-off jako startující hráč a k 80 tacklům přidal sack, safety, dva fumbly a 11 zablokovaných přihrávek. Před startem Super Bowlu XLVIII pak prohlásil, že pokud vyhraje finále konference, půjde 19 kilometrů z MetLife Stadium do domu, kde vyrůstal, pěšky. V květnu 2014 ho Broncos propustili.

### Indianapolis Colts
Jako volný hráč podepsal 14. června 2014 smlouvu s Indianapolis Colts. V 35 letech zaznamenal životní sezónu: k 87 tacklům přidal 11 zablokovaných přihrávek, 2 forced fumbly a 5 interceptionů. 23. prosince 2014 za to byl jmenován náhradníkem do Pro Bowlu. 10. března 2015 podepsal Adams prodloužení smlouvy s Colts o dva roky. Na konci sezóny 2015 byl opět jmenován náhradníkem za zraněného Kama Chancellora.

### Carolina Panthers
Dne 10. března 2017 podepsal Adams smlouvu s Carolinou Panthers na dva roky za 4,2 milionu dolarů. Na začátku sezóny byl jmenován startujícím Free safetym a tuto pozici si udržel v průběhu celé sezóny. Celkem si připsal 69 tacklů (21 asistovaných), 10 zblokovaných přihrávek a 2 interceptiony.
O rok později se situace opakovala a Adams pomohl svému týmu k bilanci 11-5 a vítězství v divizi NFC South, nicméně v prvním kole jeho tým prohrál s New Orleans Saints 26:31.

### Houston Texans
Dne 30. září 2019 jako volný hráč Adams podepsal smlouvu s týmem Houston Texans. Odchod do sportovního důchodu oznámil v pořadu Good Morning Football 4. března 2020.

### Statistiky
| Sezóna | Tým                 | Zápasy | Zápasy | Tackly | Tackly | Tackly | Tackly | Tackly | Tackly | Interceptiony | Interceptiony | Interceptiony | Interceptiony | Interceptiony | Fumbly |
| Sezóna | Tým                 | OZ     | SH     | Celkem | Sólo   | Asist. | Sacky  | Safety | UP     | Int           | Yardy         | Prům          | Nejd          | TD            | FF     |
| ------ | ------------------- | ------ | ------ | ------ | ------ | ------ | ------ | ------ | ------ | ------------- | ------------- | ------------- | ------------- | ------------- | ------ |
| 2019   | Houston Texans      | 6      | 0      | 3      | 2      | 1      | 0.0    | 0      | 0      | 0             | 0             | 0.0           | 0             | 0             | 0      |
| 2018   | Carolina Panthers   | 16     | 16     | 75     | 47     | 28     | 0.0    | 0      | 6      | 3             | 11            | 3.7           | 18            | 0             | 0      |
| 2017   | Carolina Panthers   | 16     | 16     | 69     | 48     | 21     | 0.0    | 0      | 10     | 2             | 42            | 21.0          | 40            | 0             | 2      |
| 2016   | Indianapolis Colts  | 15     | 15     | 79     | 62     | 17     | 0.0    | 0      | 2      | 2             | 56            | 28.0          | 56            | 0             | 2      |
| 2015   | Indianapolis Colts  | 13     | 13     | 75     | 52     | 23     | 1.0    | 0      | 6      | 5             | 63            | 12.6          | 38            | 1             | 3      |
| 2014   | Indianapolis Colts  | 16     | 16     | 87     | 67     | 20     | 0.0    | 0      | 11     | 5             | 24            | 4.8           | 10            | 0             | 2      |
| 2013   | Denver Broncos      | 16     | 7      | 64     | 48     | 16     | 0.0    | 0      | 6      | 1             | 3             | 3.0           | 3             | 0             | 0      |
| 2012   | Denver Broncos      | 16     | 16     | 80     | 60     | 20     | 1.0    | 1      | 11     | 0             | 0             | 0.0           | 0             | 0             | 2      |
| 2011   | Cleveland Browns    | 16     | 16     | 64     | 44     | 20     | 0.0    | 0      | 6      | 3             | 33            | 11.0          | 29            | 0             | 1      |
| 2010   | Cleveland Browns    | 15     | 2      | 45     | 39     | 6      | 1.0    | 0      | 6      | 2             | 51            | 25.5          | 26            | 0             | 0      |
| 2009   | Cleveland Browns    | 16     | 9      | 69     | 58     | 11     | 1.0    | 0      | 8      | 0             | 0             | 0.0           | 0             | 0             | 0      |
| 2008   | Cleveland Browns    | 14     | 5      | 44     | 36     | 8      | 0.0    | 0      | 2      | 2             | 18            | 9.0           | 18            | 0             | 0      |
| 2007   | Cleveland Browns    | 15     | 0      | 29     | 27     | 2      | 1.0    | 0      | 1      | 0             | 0             | 0.0           | 0             | 0             | 0      |
| 2006   | San Francisco 49ers | 16     | 8      | 64     | 54     | 10     | 0.0    | 0      | 3      | 0             | 0             | 0.0           | 0             | 0             | 0      |
| 2005   | San Francisco 49ers | 14     | 10     | 74     | 57     | 17     | 1.0    | 0      | 5      | 4             | 36            | 9.0           | 40T           | 1             | 1      |
| 2004   | San Francisco 49ers | 8      | 0      | 9      | 5      | 4      | 0.0    | 0      | 0      | 1             | 0             | 0.0           | 0             | 0             | 0      |
|        | Celkem              | 174    | 100    | 704    | 547    | 157    | 6.0    | 1      | 65     | 23            | 228           | 9.9           | 40            | 2             | 9      |

## Osobní život
Adams byl uveden do Síně slávy Passaic Tech Hall v roce 2009 a jeho číslo bylo vyřazeno v roce 2010.